# 신당동 전기톱 부부싸움
"신당동 전기톱 부부싸움"(Kill My Husband)은 한국에서 제작된 류근환 감독의 2006년 드라마, 가족, 공포 영화이다. 안치욱 등이 주연으로 출연하였고 최영종 등이 제작에 참여하였다.

## 출연

### 주연
- 안치욱
- 강신영
- 김지홍

## 기타
- 프로듀서: 최영종
- 조명: 최택준
- 조연출: 임혜미
- 음향: 임경희
- 믹싱: 송영호
- 미술: 허영은